# La Estrella
La Estrella ist eine Gemeinde (municipio) im Departamento Antioquia in Kolumbien. Sie liegt im Süden des Aburrá-Tals und gehört zur Metropolregion von Medellín, der Área Metropolitana del Valle de Aburrá.

## Geographie
La Estrella liegt in der Subregion Valle de Aburrá in Antioquia auf einer Höhe von 1775 m ü. NN 16 km von Medellín entfernt und hat eine Jahresdurchschnittstemperatur von 20 °C. Die Gemeinde hat eine Ausdehnung von 35 km² und grenzt im Norden an Medellín und Itagüí, im Osten an Itagüí und Sabaneta, im Süden an Caldas und im Westen an Angelópolis.

## Bevölkerung
Die Gemeinde La Estrella hat 77.888 Einwohner, von denen 68.098 im städtischen Teil (cabecera municipal) der Gemeinde leben. In der Metropolregion Valle de Aburrá leben insgesamt 4.173.692 Menschen (Stand: 2022).

## Geschichte
Auf dem Gebiet der heutigen Gemeinde La Estrella lebte vor der Ankunft und Kolonisierung der Spanier das indigene Volk der Anaconas. Der heutige Ort wurde 1685 im Auftrag des Gouverneurs Francisco Carrillo de Albornoz unter dem Namen Nuestra Señora de La Estrella gegründet. An der Stelle der Siedlung befand sich bereits vorher ein Dorf mit dem Namen Ancón.

## Verkehr
La Estrella ist angeschlossen an das Metronetz Medellíns.